# Parzaommomyia africana
Parzaommomyia africana är en stekelart som beskrevs av Alex Gumovsky och Ubaidillah 2002. Parzaommomyia africana ingår i släktet Parzaommomyia och familjen finglanssteklar.
Artens utbredningsområde är Nigeria. Inga underarter finns listade i Catalogue of Life.